# Henry Deloge
Henry Léon Émile Deloge, oft auch Henri Deloge (* 21. November 1874 in Saint-Mandé; † 27. Dezember 1961 in Bourg-la-Reine) war ein französischer Leichtathlet und Medaillengewinner bei Olympischen Spielen.
Deloge zählte um die Jahrhundertwende zum 20. Jahrhundert zu den weltbesten Mittelstreckenläufern und konnte als einer der wenigen Athleten jener Zeit mit den US-amerikanischen und britischen Spitzenläufern konkurrieren.
Als Mitglied des Racing Club de France waren die Olympischen Sommerspiele 1900 in Paris für Deloge ein Heimspiel, denn die Wettbewerbe der Leichtathletik fanden auf dem vereinseigenen Sportgelände statt. Einen Monat vor Beginn dieser Wettbewerbe machte er mit einer herausragenden Leistung auf sich aufmerksam. Am 10. Juni 1900 lief er über 1000 Meter eine Zeit von 2:36,8 min, was die bis dahin schnellste jemals gelaufene Zeit über diese Distanz bedeutete und inoffiziell als Weltrekord vermeldet wurde.
Deloge beteiligte sich bei den Olympischen Spielen in Paris am 800- und am 1500-Meter-Lauf. Über 800 Meter konnte er sich mit einem Sieg im Vorlauf, bei dem er drei US-amerikanische Läufer besiegte, für das Finale qualifizieren, belegte dort aber nur den vierten Platz.
Die Vorläufe über 1500 Meter sollten am 15. Juli, einem Sonntag, abgehalten werden. Vier US-Athleten wollten sich daran beteiligen. Zwei von ihnen, John Cregan und Alex Grant, lehnten jeglichen Sport an einem Sonntag aus religiösen Gründen ab und verzichteten auf einen Start. Die Organisatoren hatten grundsätzlich kein Einsehen mit den Wünschen vieler US-Athleten, die an einem Sonntag keinen Wettkampf bestreiten wollten. Sie entschieden kurzerhand, auf die Vorläufe über 1500 Meter wegen der nunmehr geringeren Teilnehmerzahl zu verzichten, und sofort den Finallauf zu veranstalten. Deloge konnte die unerwartete Chance nutzen und belegte noch vor den zwei anderen US-Athleten, John Bray und David Hall, den zweiten Platz. Der Sieger, der Brite Charles Bennett, lief in diesem Rennen einen neuen Weltrekord, aber auch Deloge blieb noch unter der alten Bestmarke.
Zum Abschluss der leichtathletischen Wettbewerbe in Paris wurde am 22. Juli ein Lauf über 5000 Meter für Mannschaften ausgetragen. Es traten nur zwei Mannschaften an, die des britischen Leichtathletikverbandes Amateur Athletic Association (AAA), und für Frankreich eine Mannschaft des Racing Club de France, für die auch Henry Deloge startete. Eine Mannschaft bestand aus fünf Athleten. Es wurde ein Lauf ausgetragen, an dem alle zehn Läufer teilnahmen. Deloge belegte im Rennen hinter den beiden Briten Charles Bennett und John Rimmer zwar den dritten Platz, die Mannschaftswertung nach Platzziffern (Platz 1 = 1 Punkt; Platz 2 = 2 Punkte etc.) verlor die französische Mannschaft jedoch dank der schlechten Platzierungen der Mannschaftskameraden von Deloge.
Die Platzierungen bei Olympischen Spielen für Henry Deloge:
- II. Olympische Sommerspiele 1900, Paris
  - 1500 m – SILBER mit 4:06,6 min (Gold an Charles Bennett, GBR mit 4:06,2 min; Bronze an John Bray, USA mit 4:07,2 min)
  - 5000 m Mannschaft – SILBER mit der Mannschaft Frankreich (Gold an Mixed Team GBR/AUS)
  - 800 m – Vierter mit unbekannter Zeit (Gold an Alfred Tysoe, GBR mit 2:01,2 min)

Anmerkung: Mit Ausnahme der Zeit des Siegers sind die Laufzeiten geschätzt, da es für die Platzierten keine Zeitmessung gab. Bei ihnen wurde der Rückstand auf den Sieger oder Vorplatzierten mit einer Längenangabe festgestellt.
Über das weitere Leben von Henry Deloge, der ein Alter von 87 Jahren erreichte, ist nichts bekannt.